# Fabiana viscosa
Fabiana viscosa är en potatisväxtart som beskrevs av William Jackson Hooker och Arn. Fabiana viscosa ingår i släktet Fabiana och familjen potatisväxter. Inga underarter finns listade i Catalogue of Life.